# ELS
Android Emergency Location Service (ELS) — сервис, встроенный в операционную систему Android, который в случае звонка в службу спасения (на телефон 112 или 911) передает в эту службу максимально точные координаты устройства, совершающего вызов.
Сервис не является приложением и запускается вне зависимости от пользователя. При звонке на телефон 112 (единый телефон вызова экстренных служб на территории Евросоюза и России), на Android-устройстве автоматически на короткое время запускаются все доступные технологии, предназначенные для определения места нахождения устройства, включая GPS, WiFi, позиционирование по вышкам сотовой связи. Полученные с их помощью координаты отсылаются устройством в систему-112 посредством Data-SMS или по протоколу https.
ELS не требует специального оборудования, загрузок или обновлений, сервис уже включен в Android версии 4.0/Ice Cream Sandwich и выше. При этом точность определения места нахождения абонента возрастает в тысячи раз по сравнению с предоставляемой операторами связи.
ELS активируется только тогда, когда пользователь звонит или отсылает SMS на номер 112, то есть обращается за помощью. Google, как разработчик ELS, не взимает плату за его использование и не хранит никаких данных местоположения ELS.
ELS является частным случаем метода Advanced Mobile Location (AML) для Android-устройств и работает в тех странах, которые приняли и внедрили AML (Великобритании, Австрии, Эстонии, Литве, Бельгии, Исландии, Финляндии, Ирландии, Новой Зеландии). В России AML/ELS пока не принят. В связи с этим, Google пока не активировал сервис ELS на территории России.